# Tapinoma orthocephalum
Tapinoma orthocephalum é uma espécie de formiga do gênero Tapinoma.